# 湣王
湣王（びんおう、? - 紀元前284年）は、中国戦国時代の田斉の第6代の君主（在位：紀元前300年 - 紀元前284年）。姓は嬀、氏は田、諱は地。宣王の子。宣王から継いだ権力を振るい、宋を滅ぼし燕・楚を攻めて支配下に置いた。秦と共に2強時代を生み、東帝を名乗るが、燕の楽毅に斉が滅亡する寸前まで追い詰められ、最後は楚の将軍の淖歯に殺された。 

## 生涯

### 即位
紀元前300年、父である宣王が死去したため、後を継いで斉の王となる。以下、湣王と記す。
宣王の葬儀について、蘇秦が盛大に行うべきと進言した。これは、この時既に強大であった斉の財力を疲弊させるためであった。
その後蘇秦は刺客に暗殺されるが、死ぬ間際に湣王に刺客をおびき出す手立てを授け、その通りに蘇秦の遺体を車裂きの刑に処し「蘇秦が燕のために謀反を企てた」と述べたところ、刺客が自首してきたためこれを捕らえて処刑した。

### 支配拡大を目論む
司馬遷の『史記』の記録、紀元前317年、宋を攻め、紀元前314年、燕が宰相の子之と公子職の内乱状態であることを聞きつけ、それに便乗して燕を攻め、燕王噲を討ち取り、子之を追放し、燕の領土を得る。紀元前301年、秦と共に楚を討ち、紀元前299年、楚の将軍の唐眜率いる軍勢を打ち破り、紀元前297年、父宣王の代から宰相を務める一族の孟嘗君に命じて韓・魏とともに秦を破り函谷関で布陣、その間に趙と共に中山国を滅ぼした。
紀元前288年、湣王が東帝を称し、秦の昭襄王が西帝を称した（斉秦互帝）。
その時、蘇代が斉に入り湣王に対し「今帝位を称しても、各国は強大な秦になびくだけなので、帝位を称さずに王位を称して、桀宋（宋の康王が暴君だったために名声が低く、かつての夏の桀になぞらえ桀宋と呼ばれていた）を討てば名声が高まるでしょう」と説いたため、東帝を称すのを止めた。
紀元前286年、宋を滅ぼした。この頃になると、斉最大の支配地を得たため高慢になっていた湣王は、孟嘗君を疎ましくなって殺そうとしたため、紀元前284年、孟嘗君は魏に逃亡し、魏は孟嘗君を宰相として迎えた。

### 燕の楽毅に攻められる
楚は国が裂かれ、趙・魏・韓・燕は領土を奪われ、泗水沿岸の魯などの諸侯は事実上属国になり、秦も斉の強大化に危機感を抱き始めるなど、湣王は他国に大きく恨まれていた。特に父王を斉に殺された燕の昭王は恨みが高く、各国から人材を集め斉を攻めるため楚・趙・魏・韓・秦と同盟を計っていた。
紀元前284年、燕の楽毅が率いる5カ国の連合軍が斉を攻め、斉は済西で打ち破られ、首都臨淄も陥落し、これまで蓄積した財宝・資材すべてを燕に奪われる。
それから、斉の70余の城を次々と落とされ、各城の太守が楽毅の勢いに驚き降伏してしまうほどであった。斉は最終的に莒・即墨の2城だけを残すだけになった。
湣王は楽毅の軍勢に対し、2城で抵抗を続けるが、楚が援助に使わして将軍になっていた淖歯によって殺されてしまう。
その後、湣王殺害に怒った民衆により淖歯が殺され、湣王の子の法章（襄王）が擁立されて即位した。

## 死後
燕でも昭王が急死するなどの異変が起き、太子時代から楽毅を嫌う恵王が即位し、騎劫と交代を命じられたため、暗殺を恐れた楽毅が趙に亡命、その隙に田単が燕の軍勢を打ち破り、燕に奪われた70余の城を奪い返す。
だが、斉にかつての繁栄は無く、秦のみが強大な戦力を保有し、秦の侵攻を食い止める力は失われた。